# Краса по-американськи
«Краса́ по-америка́нськи» (англ. American Beauty) — дебютний художній фільм 1999 року режисера Сема Мендеса за сценарієм Алана Болла. Стрічка здобула 5 нагород премії Оскар 2000 року, зокрема, головну нагороду за найкращий фільм року.
На 1 березня 2024 року фільм займав 73-ту позицію у списку 250 кращих фільмів за версією IMDb.

## Сюжет
42-річний Лестер Бернем, що працює в рекламному агентстві, відчуває незадоволеність сімейним життям, переживаючи кризу середнього віку. Він ненавидить свою роботу, його дратує дружина Керолайн, а дочка-підліток Джейн усе більше від нього віддаляється.
Його криза середнього віку позиціюється як небажання подальшого лицемірства. Для збереження досягнутої кар'єри, ба більше для її продовження, потрібно лицемірити на роботі, а для «спокою» сімейного життя необхідне домашнє лицемірство. У стані необхідності лицемірити він прожив уже половину життя, і це йому зовсім не подобається.
Сусіди Бернема — два гомосексуали. Невдовзі до порожнього сусіднього будинку в'їхала сім'я, їхнім новим сусідом вулицею стає полковник Корпусу морської піхоти США Френк Фітс, неприхильно налаштований до гомосексуалів, громадянин. Син полковника, Ріккі, знімає на відеокамеру Джейн з вікон будинку, чим дуже її нервує.
Одного разу Лестер, відвідавши баскетбольний матч, бачить подругу дочки, Анджелу, яка разом із його дочкою виступає в групі підтримки, і закохується в неї. Анджела збирається стати моделлю, вона розповідає Джейн про свої любовні пригоди й докладно ділиться з нею багатим сексуальним досвідом. Пізніше, підслухавши розмову дочки з Анжелою, коли вона була в них у гостях, Бернем дізнається, що та вважає його привабливим, проте недостатньо спортивним, кажучи, що йому варто б підкачати груди. Після цього Бернем починає інтенсивно займатися фізичними вправами.
Пізніше, Лестер Бернем знайомиться з Ріккі на вечірці, де той працює офіціантом, що є його прикриттям для тиранічного батька, насправді ж він торгує наркотиками. У той же вечір, покуривши трави і побалакавши про загальні речі, Ріккі звільняється з цієї роботи, продемонструвавши Бернемові, що втрата роботи нічого не означає, що викликає захоплення у Лестера. Пізніше Лестер купує у Ріккі порцію марихуани. На своїй роботі Бернем, виторгувавши шантажем пристойну вихідну допомогу, кидає роботу і влаштовується розносником їжі в придорожньому кафе. Нарешті він відчуває себе щасливим, уперше за довгі роки він чинить так, як хоче сам; йому здається, що настав новий період у його житті. Він відчуває себе молодим і привабливим. Керолайн, тим часом зраджує йому, і Бернем бачить її, як та цілується з іншим чоловіком в автомобілі, але йому байдуже. Ріккі та Джейн закохуються і стають парою. Ріккі розповідає Джейн про те, як батько поклав його до психіатричної лікарні на два роки. Він пояснює, що знімає на камеру все, що вважає красивим.
Анджела приходить у гості до Бернема і збирається переночувати у них удома. У Лестера закінчується марихуана і він надсилає повідомлення на пейджер Ріккі. Той приносить йому нову порцію, водночас його батько спостерігає за ними з вікна. Бернем лежить на дивані, а Ріккі показує йому, як робити самокрутку, з вікна ж все виглядає так, ніби вони займаються непристойними речами. Після повернення Ріккі додому, батько б'є його, кажучи, що краще б його син помер, ніж був геєм. Почувши це, Ріккі, який прагне звільнитися від тиранії батька, навмисне заявляє про свою псевдогомосексуальність і йде з дому.

Фантазії Бернема. Кадр із фільму. Кевін Спейсі у ролі Лестера Бернем і Міна Суварі в ролі Анджели Гейз

Ріккі приходить додому до Джейн і пропонує їй виїхати до Нью-Йорка, але Анджела заперечує й ображає Ріккі, Джейн стає на бік Ріккі й свариться з Анжелою. Тим часом до гаража Бернема приходить засмучений полковник Фітс. Під час розмови Бернем розповідає про зраду дружини, додавши, що йому байдуже на це. Фітс тлумачить це, нібито Бернем — гомосексуал. У відчаї він намагається поцілувати Лестера, але той каже, що Фітс його неправильно зрозумів і полковник збентежено йде геть.
До будинку на автомобілі прямує Керолайн із пістолетом. Вона ненавидить чоловіка за те, що, як вона думає, він занапастив найкращі роки її життя і вона стала жертвою.
Лестер Бернем застає заплакану Анджелу і заспокоює її. Вони опиняються в ліжку, і несподівано Анджела зізнається, що насправді є незайманою. Дізнавшись про це, Бернем відмовляється від сексу і знову її заспокоює, збагнувши, що її особливість якраз і полягає у цьому.
Лестер і Анджела розмовляють за їжею на кухні. Лестер запитує Анджелу як почувається Джейн, яка вже давно із ним не спілкується. Анджела каже, що Джейн дуже щаслива, позаяк вона закохана. Потім Анджела ставить те ж запитання самому Лестерові. Лестер здивований, оскільки у нього вже давно ніхто не питав, як у нього справи. Він відповідає, що все чудово. Анджела каже, що їй потрібно сходити до ванни. Після її відходу, Бернем бере до рук сімейну фотографію і розглядає її з посмішкою на обличчі від хороших спогадів. У цей час хтось підносить до його потилиці пістолет. Лунає постріл. Кров на стіні. У свідомості Бернема проноситься його життя й окремі спогади. Він думав, що його життя було жалюгідним, нецікавим і порожнім, але тут він згадує всі щасливі моменти, проведені з сім'єю, і розуміє, що насправді любить свою дружину й дочку. Він помирає з посмішкою на губах. Одночасно з цим показуються всі присутні у будинку в мить пострілу: Джейн і Ріккі, які знайшли тіло; перелякана Анджела в ванній, дружина у розпачі й горі, полковник Фітс з пістолетом і в забризканому кров'ю одязі. Бернем лежить у калюжі крові із завмерлою, ледь помітною усмішкою на обличчі.

## У ролях
- Кевін Спейсі — Лестер Бернем
- Аннет Бенінґ — Керолайн Бернем
- Тора Берч — Джейн Бернем
- Міна Суварі — Анжела Гейз
- Кріс Купер — полковник Френк Фітс
- Веслі Бентлі — Ріккі Фітс
- Еллісон Дженні — Барбара Фітс
- Пітер Галлагер — Бадді Кейн
- Скотт Бакула — Джим Олмейер
- Сем Робардс — Джим Берклі
- Джон Чо — продавець

## Сприйняття
Після виходу на екрани фільм «Краса по-американськи» отримав величезну кількість схвальних відгуків, головним чином на адресу Спейсі, Мендеса та Болла. Variety написали, що «жоден інший фільм 1999 року не отримував такого захоплення». Фільм отримав найкращі відгуки на Міжнародному кінофестивалі у Торонто (TIFF), де він здобув приз глядацьких симпатій за результатами голосування глядачів фестивалю. Директор TIFF Пірс Гендлінг сказав: «„Краса по-американськи“ була головною темою фестивалю, фільмом, про який найбільше говорили».
Агрегатор рецензій Rotten Tomatoes повідомляє, що 87 % з 190 критиків дали фільму позитивну оцінку, з середньою оцінкою 8,2/10. Консенсус критиків на сайті такий: «Бездоганно зіграна і переповнена темною, кислотною дотепністю, „Краса по-американськи“ є розумною, провокаційною вершиною мейнстрімного голлівудського кіно кінця 90-х». За даними Metacritic, який виставив середньозважену оцінку 84 бали зі 100 на основі рецензій 34 критиків, фільм отримав «всезагальне визнання».
Тодд Мак-Карті, пишучи для Variety, сказав, що акторський ансамбль «не міг бути кращим»; він похвалив «вміння Спейсі працювати з натяками, тонким сарказмом і прямою мовою», а також те, як він наділив Лестера «непідробним почуттям». Джанет Маслін з The New York Times сказала, що в цьому фільмі Спейсі був «найдотепнішим і найспритнішим» за весь час. Роджер Еберт з Chicago Sun-Times, який поставив фільму чотири зірки з чотирьох, відзначив Спейсі за успішне зображення людини, яка «робить безрозсудні та дурні вчинки, [але] не обманює себе». Кевін Джексон з Sight & Sound сказав, що Спейсі справив враження, відмінне від його попередніх виступів, а найбільш приємним аспектом було його зображення «і дурня, і героя».
Пишучи для Film Quarterly, Гері Хенці похвалив акторів, але сказав, що такі персонажі, як Керолін і полковник Фіттс, були стереотипними. Хенці звинуватив Мендеса і Болла в тому, що вони занадто легко ототожнювали себе з Джейн і Рікі, заявивши, що останній був їхньою «фантастичною фігурою» — хлопчиком-підлітком, який є абсурдно багатим артистом, здатним «фінансувати власні проєкти». Хенці сказав, що Анжела була найбільш правдоподібним підлітком, зокрема з її «до болю знайомими» спробами «відповідати негідному образу себе». Маслін погодився, що деякі персонажі були неоригінальними, але сказав, що їхні детальні характеристики зробили їх такими, що запам'ятовуються.
Кеннет Туран з Лос-Анджелес Таймс сказав, що актори «бездоганно» впоралися зі своїми складними ролями; він назвав гру Спейсі «енергією, яка рухає фільм», зазначивши, що актор керує залученням аудиторії, незважаючи на те, що Лестер не завжди викликає симпатію. «Всупереч значним труднощам, нам подобаються [ці персонажі]», — підсумував Туран. Він заявив, що фільм був багатошаровим, підривним, складним і дивовижним, і підсумував, що це «пекельна картина».
Маслін вважав, що Мендес зняв фільм з «приголомшливим візуальним чуттям», зазначивши, що його мінімалістичний стиль збалансував «похмуре і яскраве», і що він викликав «делікатні, еротизовані сценки з потужними іграми» з його театральних робіт. Джексон сказав, що театральне коріння Мендеса рідко проявляється, і що «найбільш чудовим» аспектом було те, що гра Спейсі не затьмарювала фільм. Він сказав, що Мендес плавно пропрацював хитросплетіння сценарію, використовуючи сильні сторони ансамблю, і майстерно інсценував тональні переходи. Маккарті вважав «Красу по-американськи» «приголомшливою візитівкою» для дебютантів Мендеса і Болла в кіно. Він сказав, що «впевнена рука» Мендеса була «такою ж точною і контрольованою», як і його театральна робота. Маккарті назвав залучення Голла вдалим для Мендеса, оскільки оператор був «неперевершеним» у передачі теми твору. Туран погодився, що вибір Мендесом співавторів був «прозорливим», назвавши, зокрема, Голла і Ньюмена. Туран припустив, що «Краса по-американськи», можливо, виграла від недосвідченості Мендеса, оскільки його «всеможлива сміливість» змусила його спробувати удари, яких більш досвідчені режисери могли б уникнути. Туран вважав, що досягнення Мендеса полягало в тому, що він «передав і посилив подвійність» сценарію Болла — одночасно «карикатурних … і болісно реалістичних» персонажів. Хенці, критикуючи багато рішень Мендеса і Болла, визнав, що фільм продемонстрував їхні «значні таланти».
Туран вважав, що відсутність скутості Болла під час написання фільму була причиною його унікальності, зокрема, тонкої зміни тональності сценарію. Маккарті сказав, що сценарій був «таким же свіжим і самобутнім», як і будь-який з його американських фільмів-сучасників, і похвалив те, як він аналізував персонажів, не порушуючи при цьому темп оповіді. Він назвав діалоги Болла «терпкими» і сказав, що персонажі — за винятком Керолін — були «глибоко промальовані». Ще одним недоліком Маккарті назвав розкриття гомосексуальності полковника Фіттса, яке, за його словами, віддавало «банальним фрейдизмом». Джексон сказав, що фільм вийшов за рамки свого клішованого сюжету і став «напрочуд винахідливою і похмурою комедією». Він сказав, що навіть коли фільм зображував елементи ситкому, він робив це з «несподіваним нюансом». Хенці критикував те, як фільм зобразив таємницю вбивства Лестера, вважаючи це маніпуляцією і просто способом створити напругу.
Маккарті похвалив постановку та дизайн костюмів і сказав, що саундтрек добре створив «іронічний контрапункт» до історії. Хенці зробив висновок, що «Краса по-американськи» була «життєвою, але нерівною»; він вважав, що дослідження «способів, якими підлітки та дорослі уявляють собі життя одне одного» було найкращим моментом фільму, і що, хоча динаміка Лестера та Анжели була знайомою, її романтична іронія стояла поряд з «найстійкішими літературними обробками» теми, такими як «Лоліта». Тим не менш, Хенці вважав, що теми матеріалізму та конформізму в американському передмісті були «заїждженими». Маккарті визнав, що місце дії було знайомим, але сказав, що воно лише надало фільму «відправну точку», з якої він розповів свою «тонку і гостро засуджену історію». Маслін погодилася; вона сказала, що хоча фільм «цілиться в мішені, які не є надто свіжими», і що тема нонконформізму не здивувала, він мав власну «їдку новизну».